# Mogens Winkel Holm
Mogens Winkel Holm, född 1 oktober 1936 i Köpenhamn, död 31 oktober 1999 i Köpenhamn, var en dansk tonsättare och oboist.
Holm studerade instrumentation vid Det Kongelige Danske Musikkonservatorium för Jørgen Jersild och oboe för Mogens Steen Andreassen. Under några år var han oboist i Det Kongelige Kapel och medarbetare på Danmarks Radio. Mellan 1965 och 1971 var han också musikrecensent i Politiken och Ekstra Bladet. Holm innehade ett antal poster i det danska musiklivet. Bland annat var han ordförande i Det Unge Tonekunstnerselskab och i nästan 20 år ordförande i Dansk Komponistforening. Han invaldes som utländsk ledamot av Kungliga Musikaliska Akademien 1999.